# Kapliczka na Winnicy w Zielonej Górze

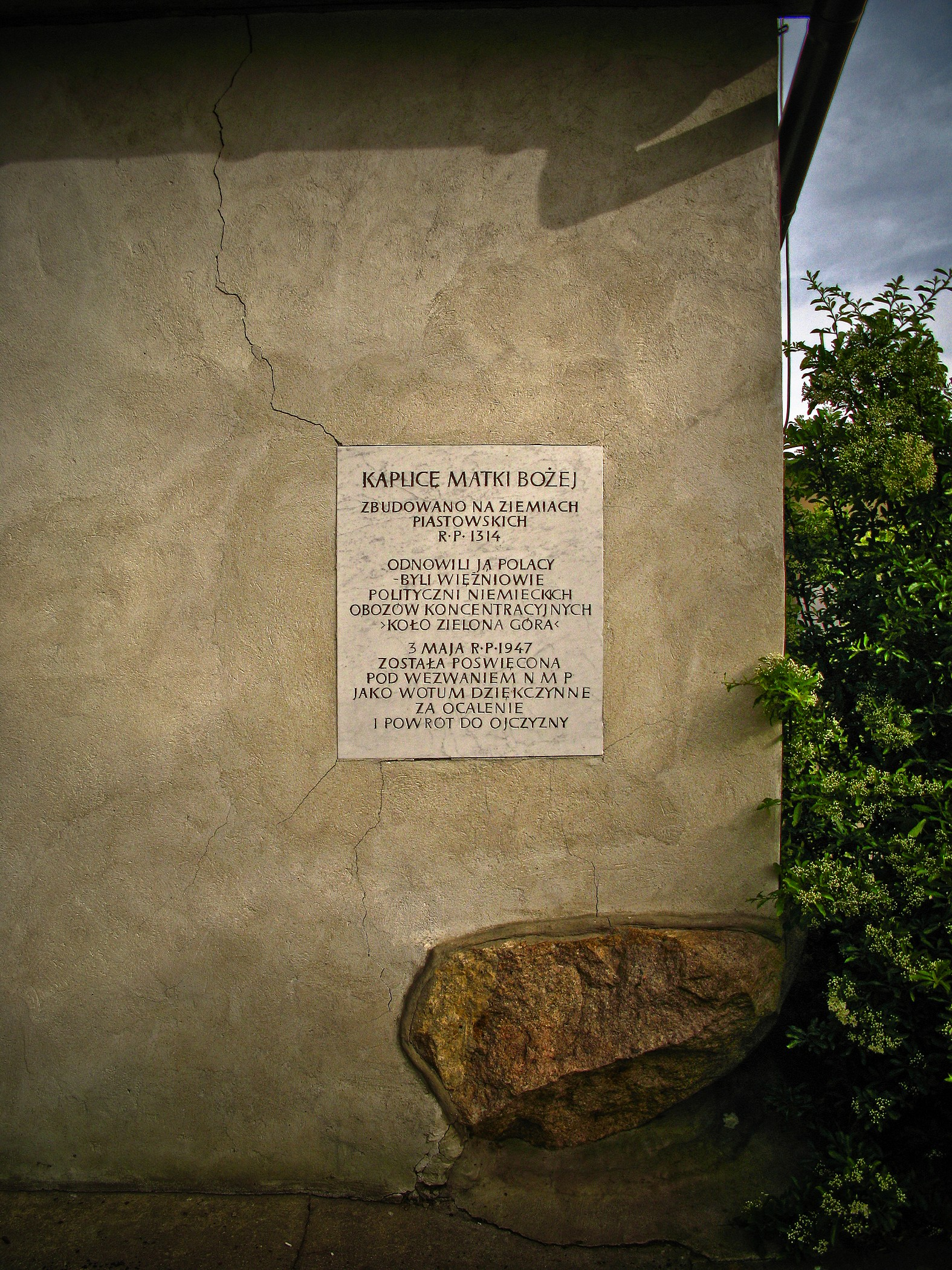
Tablica upamiętniająca historię kapliczki

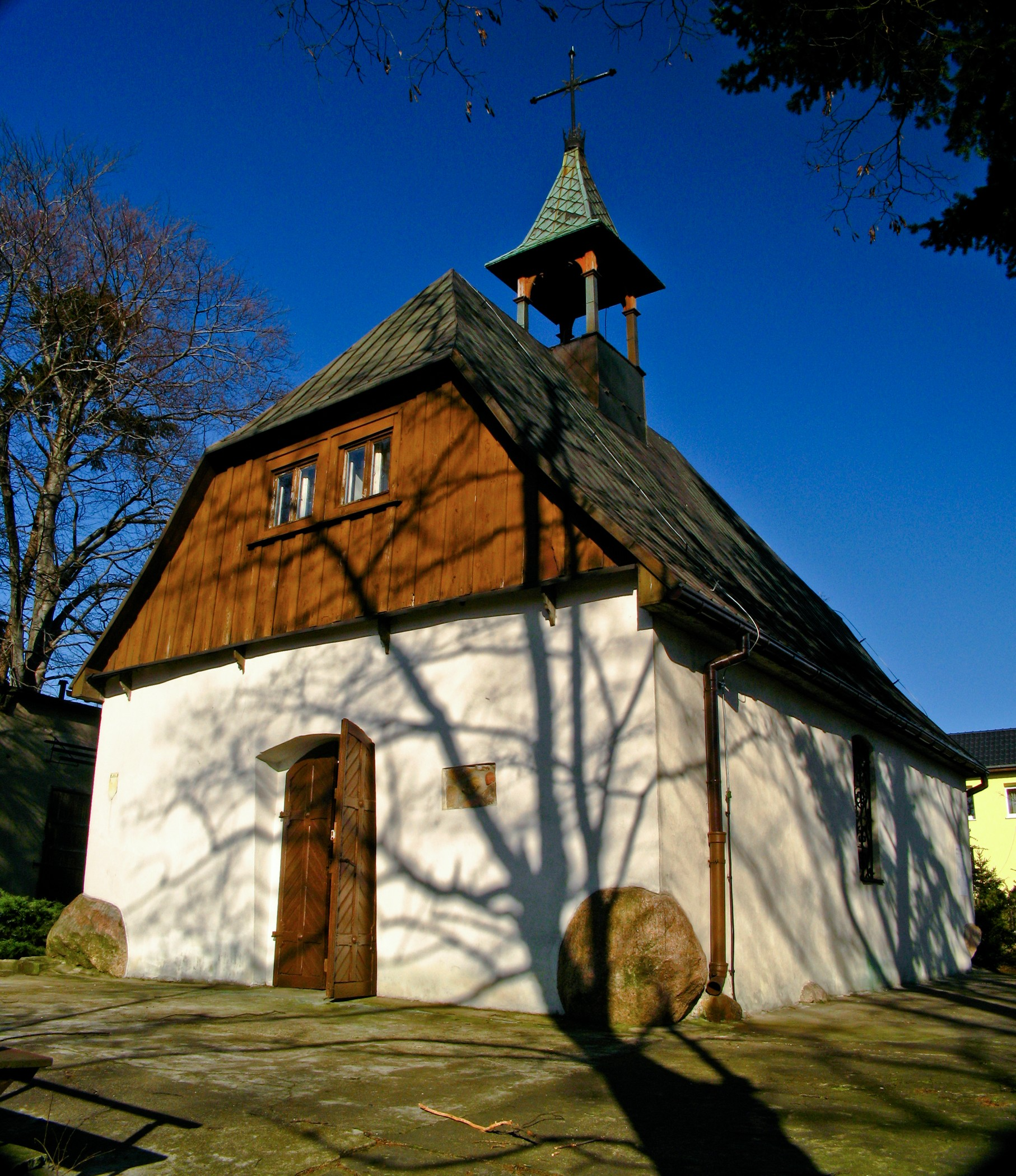
Kaplica z bliska

Kaplica pw. Narodzenia Najświętszej Marii Panny w Zielonej Górze – tzw. Kaplica na Winnicy, należąca do parafii Podwyższenia Krzyża Świętego w Zielonej Górze, dekanatu Zielona Góra – Podwyższenia Krzyża Świętego, diecezji zielonogórsko-gorzowskiej, metropolii szczecińsko-kamieńskiej, zlokalizowany w Zielonej Górze, w powiecie zielonogórskim, w województwie lubuskim. Mieści się przy ul. Aliny 17.

## Historia
Wzniesiona w Zielonej Górze po 1314 roku jako wotum za opiekę nad mieszkańcami Zielonej Góry, którzy przeżyli epidemię dżumy. Jej ofiarą padło siedemset osób, a ci, którym udało się opuścić miasto (ok. 100 osób), schronili się na wzgórzach po południowej stronie miasta, gdzie wśród winnic przeczekali zarazę. W dowód wdzięczności za ocalenie wkrótce potem wystawiono na tym wzgórzu kaplicę maryjną. 
Pierwsza kaplica była wzniesiona z drewna na kamiennych fundamentach, później zastąpiono ją budowlą murowaną z tzw. kamienia polnego. Pełniła także funkcje domku winiarskiego, pośród rozległych winnic okalających wzgórze na którym stoi. W latach 70. XIX wieku obiekt był własnością zielonogórskiego winiarza i  producenta koniaków Alberta Buchholza, który po przebudowaniu kaplicy prowadził w niej wyszynk wina.
Funkcję sakralną przywrócono w 1947 roku, kiedy przejęła ją parafia św. Jadwigi. Znowu potraktowano ją jako wotum dziękczynne, tym razem poświęcone ocalałym więźniom obozów koncentracyjnych. Po wojnie kaplicę remontowano w 1947 i 1951 roku. Kiedyś położona na wzgórzu wśród winnic, dziś kaplica ukryta jest wśród zabudowy mieszkalnej w cieniu współczesnego kościoła pw. Podwyższenia Krzyża Świętego. Obecnie jest też miejscem celebracji przedsoborowej mszy św. po łacinie tzw. mszy trydenckiej. Ze szczytu wzgórza w pobliżu kaplicy można podziwiać widoki na zalesione stoki Wału Zielonogórskiego oraz pradolinę Czarnej Strugi i Śląskiej Ochli.
W 2024 dokonano gruntownej renowacji Kapliczki, w ramach analizy archeologicznej stwierdzono, że mury Kapliczki  są nowożytne i zostały postawione w okresie od końca XVI wieku do początków XVIII wieku. 